# Clarias microspilus
Clarias microspilus är en fiskart som beskrevs av Ng och Renny Hadiaty 2011. Clarias microspilus ingår i släktet Clarias och familjen Clariidae. Inga underarter finns listade i Catalogue of Life.